# Ель-Харра (лавове поле)
Ель-Харра (араб. حرة الحرة), також Харрат-еш-Шам (араб. حَرَّة ٱلشَّام) або Чорна пустеля — велика базальтова кам'яниста пустеля вулканічного походження на Близькому Сході. Займає площу близько 40 тис. км² в межах теперішніх Сирії, Йорданії, Ізраїлю та Саудівської Аравії. Рослинність місцевості складається переважно з акацієвого скребу та включень ялівцю на більшій висоті.
Сліди перших людських поселень в Ель-Харрі датуються добою пізнього епіпалеоліту (близько 12 500–9500 рр. до н. е.) Одним з найбільш відомих поселень регіону є Шубайка-1 (заселена приблизно в 12 600–10 000 рр. до н. е.), де були виявлені залишки найдавнішого хліба.

## Геологія

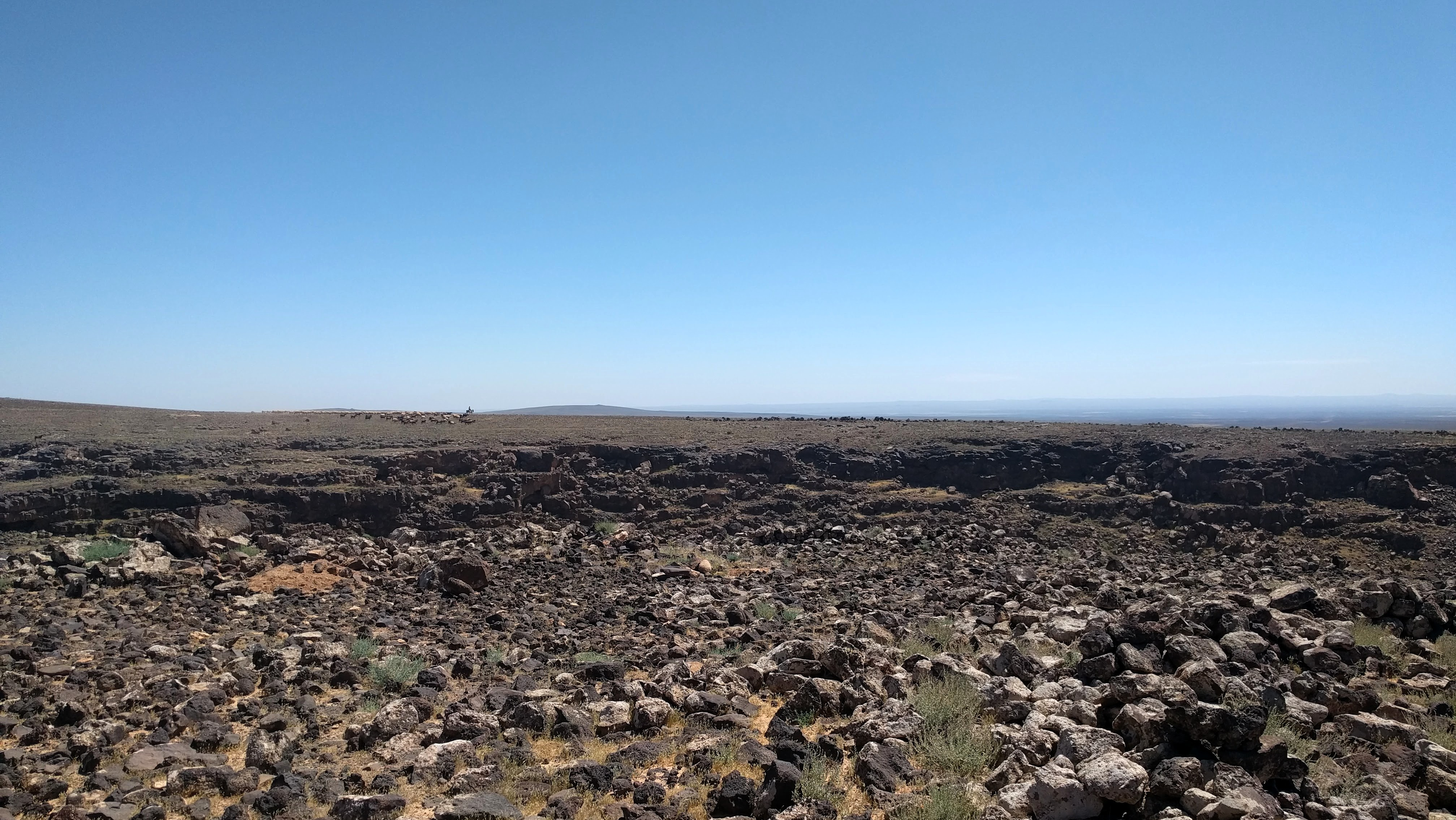
Типовий пейзаж пустелі на сході Йорданії

Ель-Харра складається з вулканічних полів, утворених тектонічною активністю впродовж олігоцену та четвертинного періоду. Поля Ель-Харри, що містять понад 800 вулканічних конусів і близько 140 дайк є найбільшими серед усіх вулканічних полів Аравійської плити. Вулканічна активність в Ель-Харрі розпочалася за доби міоцену, а більш молодий етап виверження (на південно-східному кінці вулканічного поля) стався за пізнього плейстоцену і голоцену. Епізоди вулканічних вивержень були також зафіксовані в письмових джерелах.

## Географія

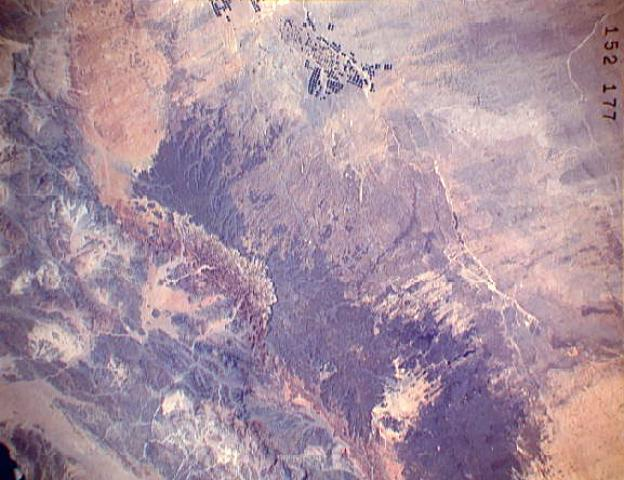
Вулканічне поле Ель-Харра з космосу

Північна (сирійська) частина пустелі утворена вулканічними полями Джебель-ед-Друз (Джебель-ель-Араб), Ель-Сафа та Діра-ель-Тулуль. ЇЇ кордони частково співпадають з історико-географічною областю Хавран, відомою ще з біблійних часів.
Йорданська частина вулкнічного поля проходить переважно східною провінцією Ель-Мафрак. Велика кількість базальту в навколишній місцевості сприяла утворенню особливої архтіектурної традиції регіону (місто Умм-ель-Джималь, пустельні замки тощо). За ініціативи уряду Йорданії, з 2019 року йорданська частина Ель-Харри входить до Попереднього списку Світової спадщини ЮНЕСКО.
Саудівська частина Ель-Харри простягається на 210 км завдовжки та 75 км завширшки в південно-східному напрямку. Вона досягає північного заходу долини Ваді-ес-Сірхан, закінчуючись на висоті 1100 м у горах Джебель-ель-Амуд (провінція Табук), являючись одним з багатьох вулканічних полів, паралельних узбережжю Червоного моря.